# 康拉德·羅根
康拉德·羅根（英語：Conrad Logan；1986年4月18日—）是一位愛爾蘭足球運動員。在場上的位置是守門員。他現在效力於英格蘭足球超級聯賽球隊萊斯特城足球俱樂部。他出身自萊斯特城的青訓系統。